# Schloss Reichenberg (Pfarrkirchen)

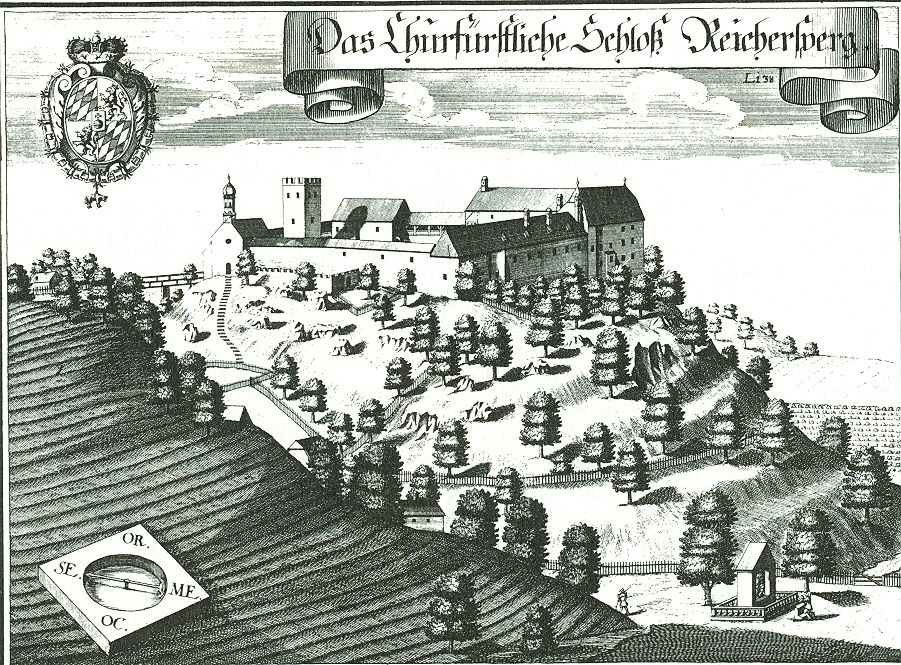
Schloss Reichenberg nach einem Stich von Michael Wening von 1721

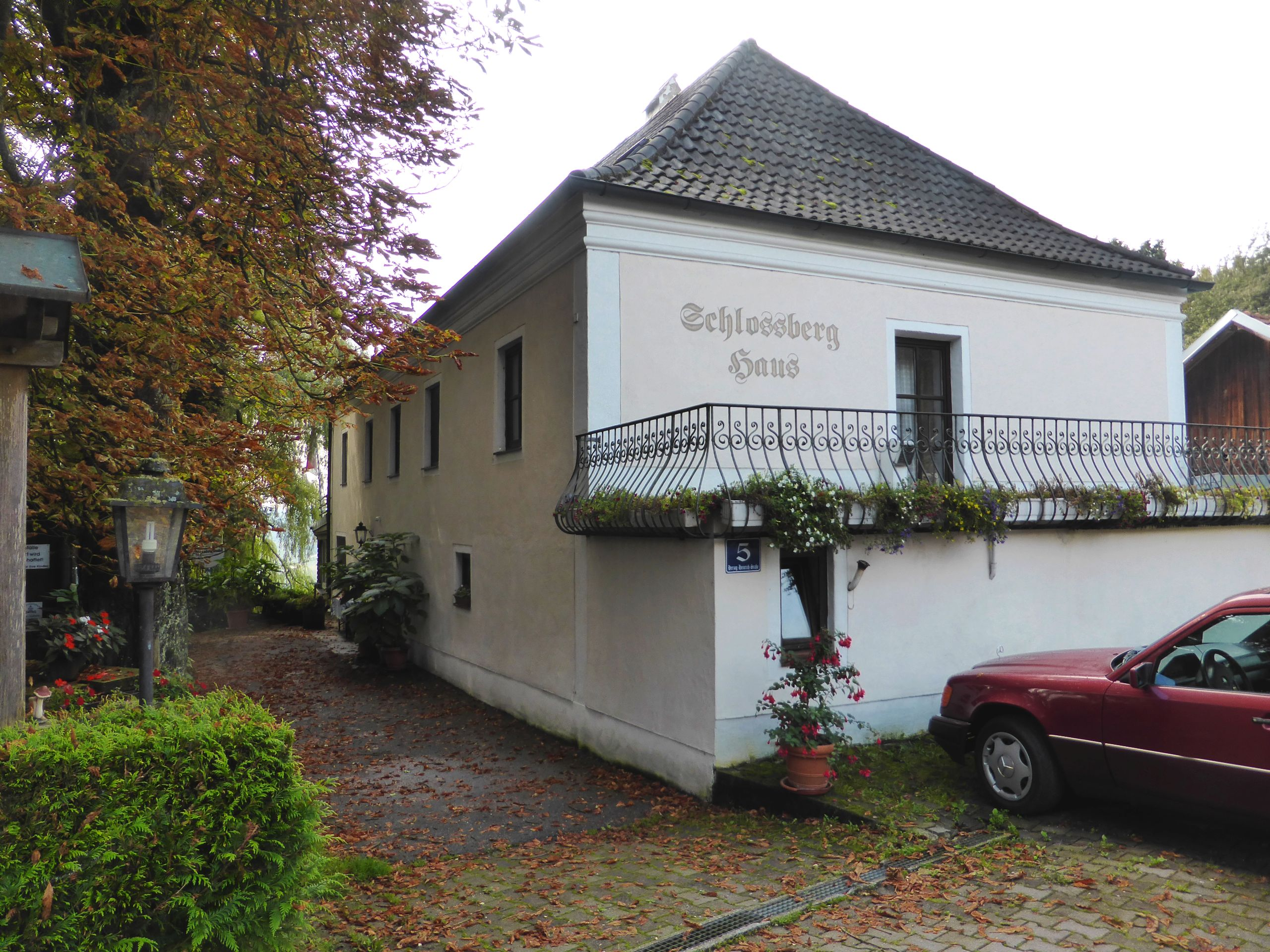
Berggaststätte Reichenberg

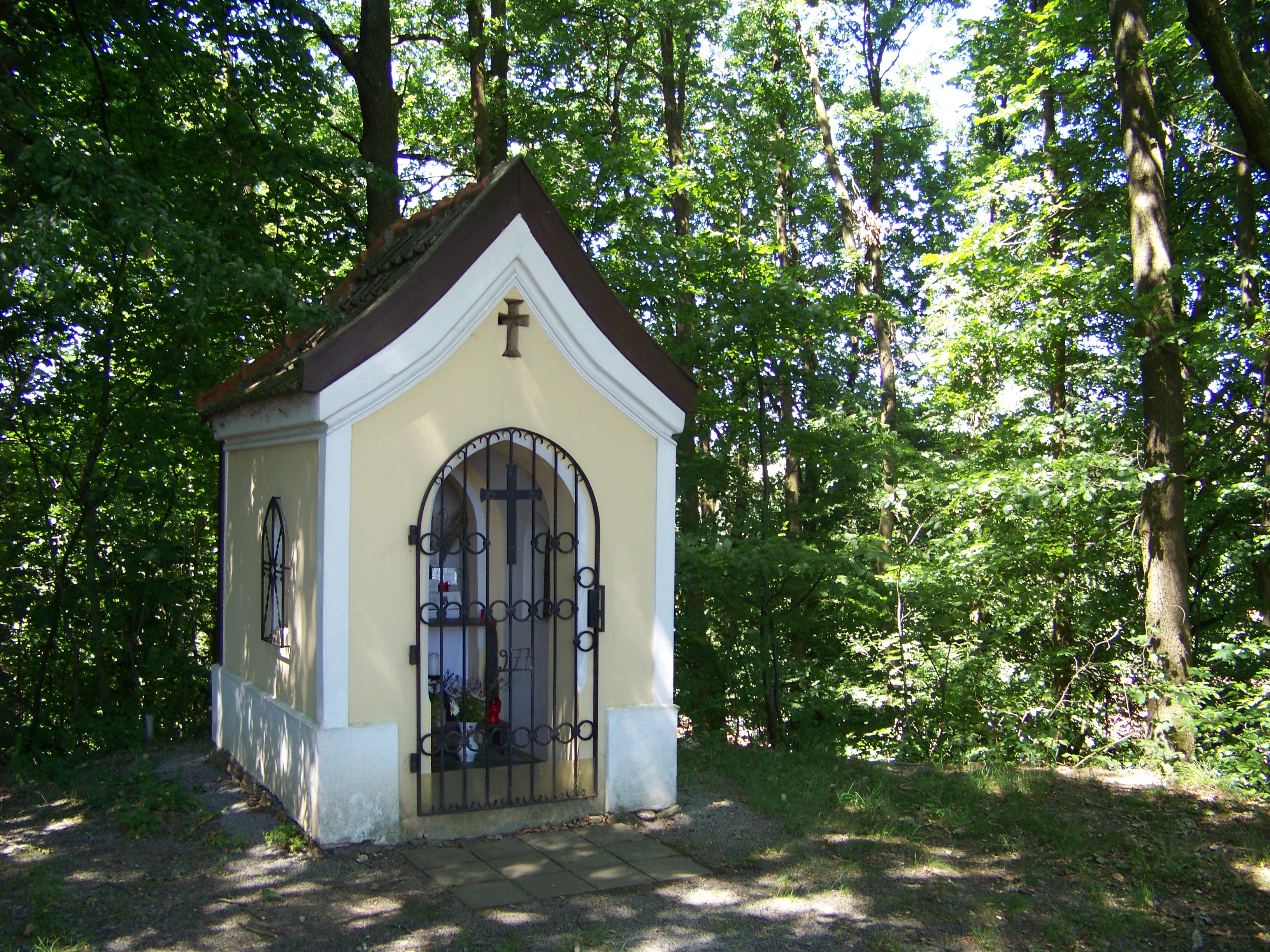
Wegkapelle auf dem Burgstall von Reichenberg

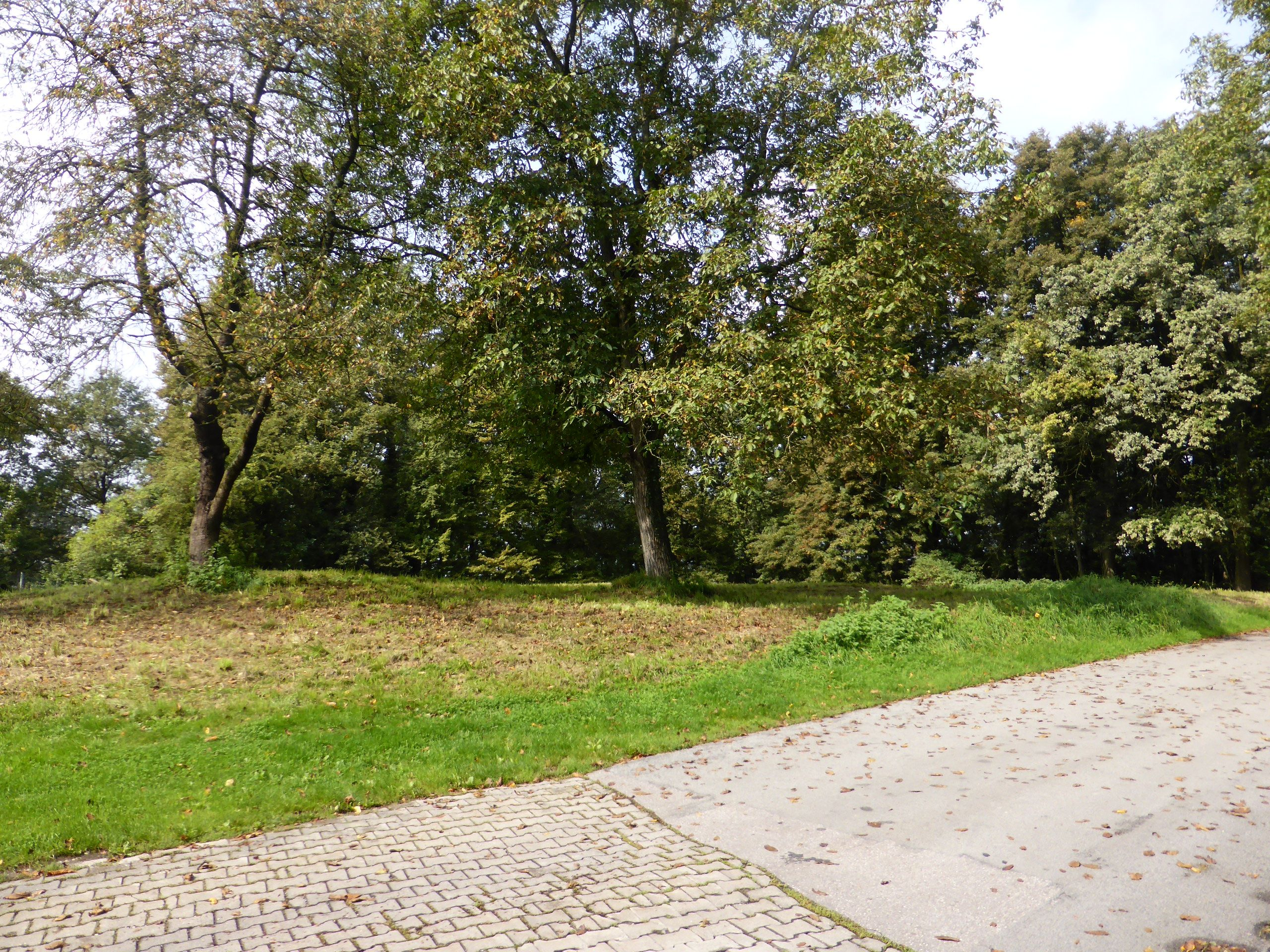
Burgstall Reichenberg

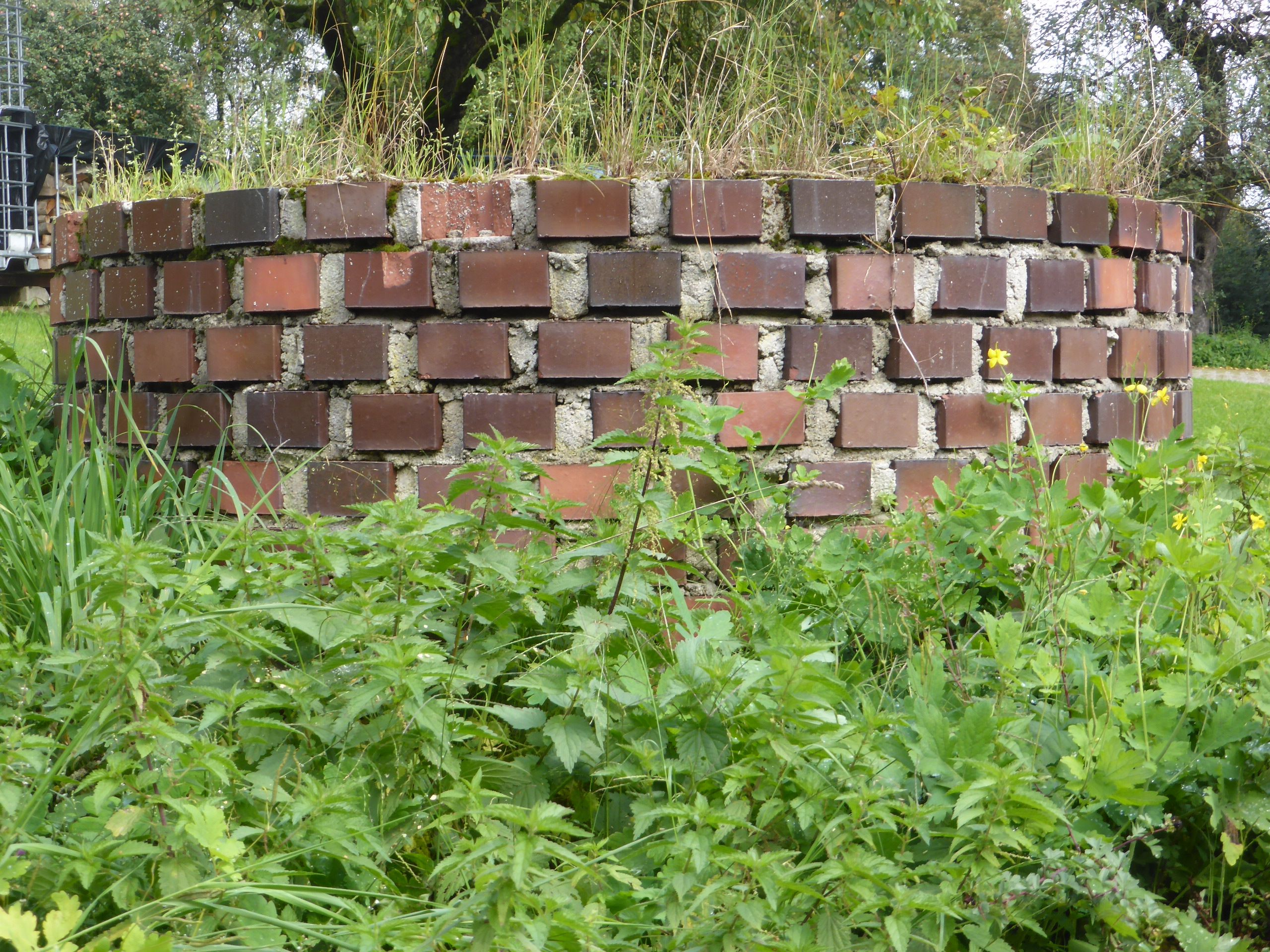
Brunnen von Schloss Reichenberg

Das abgegangene Schloss Reichenberg lag im gleichnamigen Gemeindeteil der heutigen Kreisstadt Pfarrkirchen im Landkreis Rottal-Inn von Bayern (Herzog-Heinrich-Str. 5). Die Anlage wird als Bodendenkmal unter der Aktennummer D-2-7543-0012 mit der Beschreibung „untertägige mittelalterliche und frühneuzeitliche Befunde und Funde im Bereich der abgegangenen Burg und des späteren Schlosses Reichenberg“ geführt. Die Schlossreste sind unter der Aktennummer D-2-77-138-139 ebenso als denkmalgeschütztes Baudenkmal verzeichnet.

## Geschichte von Schloss und Pfleggericht Reichenberg
Um 800 soll die Burg Reichenberg erstmals urkundlich erwähnt worden sein. Sicher ist, dass es nach dem Aussterben der pfalzgräflichen Linie des Hauses Ortenburger mit Rapoto III. von Ortenburg am 5. Juni 1248 den bayerischen Landesherzögen binnen kurzer Zeit gelang, die Gegend an der Rott gegen den erbitterten Widerstand des Bistums Passau zu erwerben. 1259 ist von einem Verkauf des ortenburgischen Erbes durch den Schwiegersohn und Erbfolger, Graf Hartmann von Werdenburg, an die Wittelsbacher die Rede. Die Hofmark Reichenberg war somit seit 1260 im Besitz des bayerischen Herzogs Heinrich. Ein Friedensschluss mit dem Bistum Passau, mit dem seit 1257 ein offener Krieg entbrannt war, konnte 1262 erreicht werden; bei diesem gestand Bischof Otto von Lonsdorf dem Herzog alle Lehen zu, welche früher Rapoto III. vom Bistum Passau erhalten hatte. Die Herrschaft Massing war bis ca. 1190 im Besitz der nobiles von Massing und wurde ebenfalls vor 1260 zusammen mit den castra Gern und Reichenberg erworben. Eggenfelden scheint ebenfalls aus dem Erbe der Ortenburger zu stammen (1160 wird als Beleg ein Ministeriale comitis Rapotonis Ebo nomine de Etenvelt genannt) und dürfe 1259 wittelsbachisch geworden sein. Das castrum Gern hatte der Herzog vor 1260 von dem nobilis Chuenrad de Lukpurch an sich gebracht. Diese Erwerbungen werden in dem Teilbrief von 1353 bestätigt, in welchem im Rottal die drei castra Gern, Reichenberg und Massing sowie die beiden Märkte Pfaffenhofen und Eggenfelden genannt sind. Bereits 1279 ist das Gericht organisiert und als erster Richter wird Rudiger Moroltinger genannt. Die Burg Reichenberg wird Sitz des Viztums „an der Rott“. Zur Abrundung konnte 1377 die Herrschaft Ering-Erneck von Johann Landgraf von Leuchtenberg erworben werden. Die Herrschaft Julbach wurde 1382 von den Grafen von Schaunberg an die Wittelsbacher verkauft.
1440 erfolgte eine Aufteilung des sehr umfangreich gewordenen Rottgerichtes. Vorher sind mehrere Richter an der Rott genannt, so Ruger der Moroltiger (1339), Heinrich de Lennberg (1370), Hans Rietter (1437), Hans Ruether (1439). 1441 wird das Gericht Reichenberg mit den Ämtern Pfarrkirchen, Osten und Birnbach genannt; das Gericht Eggenfelden umfasst die Ämter Eggenfelden, Morntal und Massing. 1440 ist auch der Landrichter Hans Puetzner zu Reichenberg belegt und 1441 ist Jobst Leonprechtinger Richter im Gericht Eggenfelden.
Reichenberg wurde gemeinsam mit der Hofmark Degernbach, von der ab 1435 die Rede ist, verwaltet. Die Grafen von Baumgarten (und auch andere adelige und geistliche Herrschaften) konnten sich auch in den Besitz einzelner Niedergerichtsbezirke im Pfleggericht Reichenberg bringen (Sitz Höhenberg, Hofmark Obergrasensee, Sitz Untergrasensee).
Zu dem Pfleggericht Reichenberg gehörte das Amt Triftern, das Amt Pfarrkirchen, das Amt Osten oder Sulzbach und das Amt Birnbach, die wiederum in verschiedene Obmannschaften eingeteilt waren. Eine Pflege wurde zunächst für ein Jahr vergeben, konnte dann aber verlängert werden. Dies war 1533 bei Georg Tusslinger und 1563 bei Cunrad Soyter der Fall. Heronimus Lenberger war auf Lebenszeit herzoglicher Pfleger auf Reichenberg. Wilhelm Graf von Ortenburg, der 1526 Pfleger auf Reichenberg war, bekam das Amt sein Lebtag lang, und nit langer (ein Hinweis, dass der Herzog dem Erblichwerden des Amtes vorbeugen wollte, ähnliches wurde auch bei der Vergabe der Pflege an die Gräfin von Berchem vermerkt). Reichenberg war bis 1599 auch für die Pflege des Landgerichts Eggenberg zuständig, erst dann wurde dieses zu einer eigenen Pflege erhoben. Ein Pfleger war zuerst für die Burghut zuständig, musste also die Burg verwahren und durfte niemand ohne Wissen des Landesherrn übernachten lassen. Dann musste er auch die Inwohner des Pflegamtes vor fremder Gewalt schützen, er war als Gerichtsherr für die Einhaltung der Gesetze zuständig, musste die Steuern und Abgaben einheben und im Kriegsfall auch die wehrfähigen Männer ausheben.
Häufig wurden die Pflegen auch an Frauen vergeben und dienten in diesen Fällen als Pensions- und Versorgungsanstalten. Für die Ausübung des Amtes musste ein zur Amtierung taugliches Subjekt gefunden und am besten geheiratet werden. Frauen durften sich niemals mit der Pflege befassen, allenfalls in untergeordneter Position (Brückenzolleinnahmen, Beimauter etc.). 1666–1669 hatte Barbara Sibilla Kolb, geborene Truchseß von Höfingen und Witwe des verstorbenen Pflegers Andreas Kolb, die Amtsnutzung mit ihren beiden Söhnen und einer Tochter inne. 1687–1688 hatte Maria Irmengard Kolb, geborene von Stuben, mit ihrer Schwiegermutter Barbara Sibille Kolb diese Pflege inne, sie mussten aber den Pfleger von Eggenfelden die Amtsnutzungen ausführen lassen. 1738–1767 ist Maria Theresia Anna Gräfin von Seinsheim, die Witwe des verstorbenen Pflegers Johann Franz Maximilian Graf von Seinsheim, die Pflegsgenussinhaberin. Die letzte Pflegsgenussinhaberin war Maria Anna Gräfin von Minuzzi, Kammerfräulein der Kurfürstin von Bayern Maria Leopoldine von Österreich-Este. Sie hatte beim Abgang vom Hofdienst und der Verheiratung mit Maximilian Graf von Berchem den Pflegsgenuss von Reichenberg übertragen bekommen. Bei Auflösung der Pflege 1799 wurde ihr eine Hauptgenussanweisung vom Hofzahlamt bis 1803 zugewiesen und dann von 1804 an eine Gnadenpension erteilt.
Dem Pfleger standen zur Erledigung seiner Aufgaben verschiedene Hilfsbeamte zu, z. B. ein Richter, der als Privatbeamter des Pflegers fungierte. So ist 1587 die Bestallung eines Stephan Grembs als Landrichter belegt. Unbesetzt war in der Pflege Reichersberg die Pflegsverwaltung von 1630 bis 1634 und von 1649 bis 1666, da hier der Pfleger selbst amtierte, 1674/75 amtierte der Pfleger mit einem Gerichtsschreiber. Zwischen 1687 und 1688 administrierte der Pfleger von Eggenfelden auch die Pflege Reichenberg. 1700 ist der erste Pflegskommissar in Reichenberg belegt (Ignaz Hormayr). Dieser war ein Oberbeamter, der besonders bei Verhinderung des Pflegers tätig wurde. Vom 18. Jahrhundert an musste dieser der Pflegskommissar ein absolvierter Jurist sein. Das Pflegskommissariat war 1718–1737 unbesetzt, es amtierte wieder der Pfleger selbst. 1764 erhielt Margareta Hölzl, die Witwe des Pflegskommissar Franz Anton Hölzl (1737–1764), mit ihrem Sohn das Pflegskommissariat; sie musste jedoch ein zum Amtieren taugliches Subjekt stellen. Das Pfleggericht Reichenberg wurde 1799 aufgelöst. Der letzte Pflegkommissar war Johann Anton Freiherr von Gugler, der danach Landrichter in Pfarrkirchen wurde.
Die Burg und das später errichtete Schloss Reichenberg war seit 1260 im Besitz der bayerischen Herzöge und Sitz des zuständigen Pflegers von Reichenberg und Degernbach. 1648 wurde das Schloss von den Schweden eingenommen und bis auf das Herrenhaus niedergebrannt. Das wieder aufgebaute Schloss diente bis zur Verlegung des Pfleggerichts 1799 nach Pfarrkirchen auch als Wohnung für den Pfleger; die Herzöge verwendeten das Schloss als Jagdschloss. Das Schloss wurde 1804 abgebrochen.

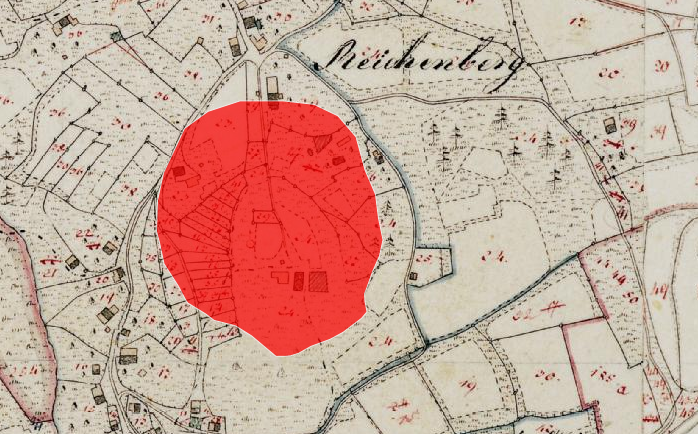
Lageplan von Schloss Reichenberg auf dem Urkataster von Bayern

## Schloss Reichenberg einst und jetzt
Die Anlage lag auf einem nach Süden gerichteten Bergsporn, der an drei Seiten durch den natürlichen Geländeabfall geschützt war, an der Nordseite schließt sich über einen Bergrücken eine Anhöhe an. An der schmalsten Stelle des Bergrückens wurde die Burg im Bereich einer kleinen Wegkapelle des 18./19. Jahrhunderts durch zwei Halsgräben gesichert. Der innere der beiden Gräben legt sich nach der Überquerung des Rückens bogenförmig um die Hangflanken. Heute führt die Herzog-Heinrich-Straße bis auf das frühere Burggelände, zu der Kapelle führt ein eigener Steg.
Wie man aus der Darstellung des Michael Wening von 1721 ersehen kann, war das kurfürstliche Schloss Reichenberg eine mächtige, auf einem Hügel gelegene Anlage. An einen dreigeschossigen Palas mit Krüppelwalmdach schließt ein einfaches und einen wehrhaften Eindruck vermittelndes einstöckiges Gebäude an. Von dort zieht sich eine Mauer bis zu einer kleinen Kirche. Daneben ist ein viereckiger mit Zinnen bekränzter Turm zu erkennen. Ein weiteres Gebäude bildet einen Teil der wieder zu dem Palas zurückführenden Mauer.
Mit dem Steinmaterial des Schlosses wurde nach 1804 das sogenannte Schlossberghaus errichtet, welches lange Zeit fast alleine auf dem Reichenberg stand. Heute ist hier eine Berggaststätte eingerichtet. Das Gebäude ist ein zweigeschossiger Massivbau mit Walmdach, der im frühen 19. Jahrhundert entstand ist. Daneben liegt eine kleine Wegkapelle mit einem Satteldach. Diese stammt aus dem 18. bzw. Anfang des 19. Jahrhunderts. Zwischen Schlossberghaus und Kapelle befindet sich noch der ehemalige Brunnen von Schloss Reichenberg, der als einziges Bauteil noch erhalten ist. Im 20. Jahrhundert kamen am Burgstall zahlreiche neu erbaute Häuser dazu, wodurch Reichenberg immer mehr mit Pfarrkirchen zusammenwuchs.